# Francis Daniels Moore
Francis Daniels Moore (ur. 17 sierpnia 1913 w Evanston w stanie Illinois, zm. 24 listopada 2001 w Westwood w stanie Massachusetts) – amerykański chirurg.

## Życiorys
W 1935 ukończył studia na Uniwersytecie Harvarda, a w 1939 Harvard Medical School w Bostonie, później pracował jako internista i rezydent w Massachusetts General Hospital, a 1948-1976 w Brigham Hospital. W 1948 został profesorem Harvard Medical School, gdzie do 1981 wykładał chirurgię. W 1954 był głównym chirurgiem Peter Bent Brigham Hospital, gdzie wówczas pod jego kierunkiem grupa chirurgów przeprowadziła pierwszą udaną operację transplantacji ludzkiego organu - przeszczep nerki. W 1977 został członkiem zagranicznym PAN. Pisał prace dotyczące krytycznie chorych (np. po ciężkich urazach), przeszczepiania narządów, chirurgii gruczołów dokrewnych, głównie tarczycy, przytarczyc i nadnerczy. W 1995 ukazały się jego wspomnienia pt. "A Miracle & a Privilege: Recounting a Half Century of Surgical Advance".